# Gouverneurswahl in New Hampshire 2010

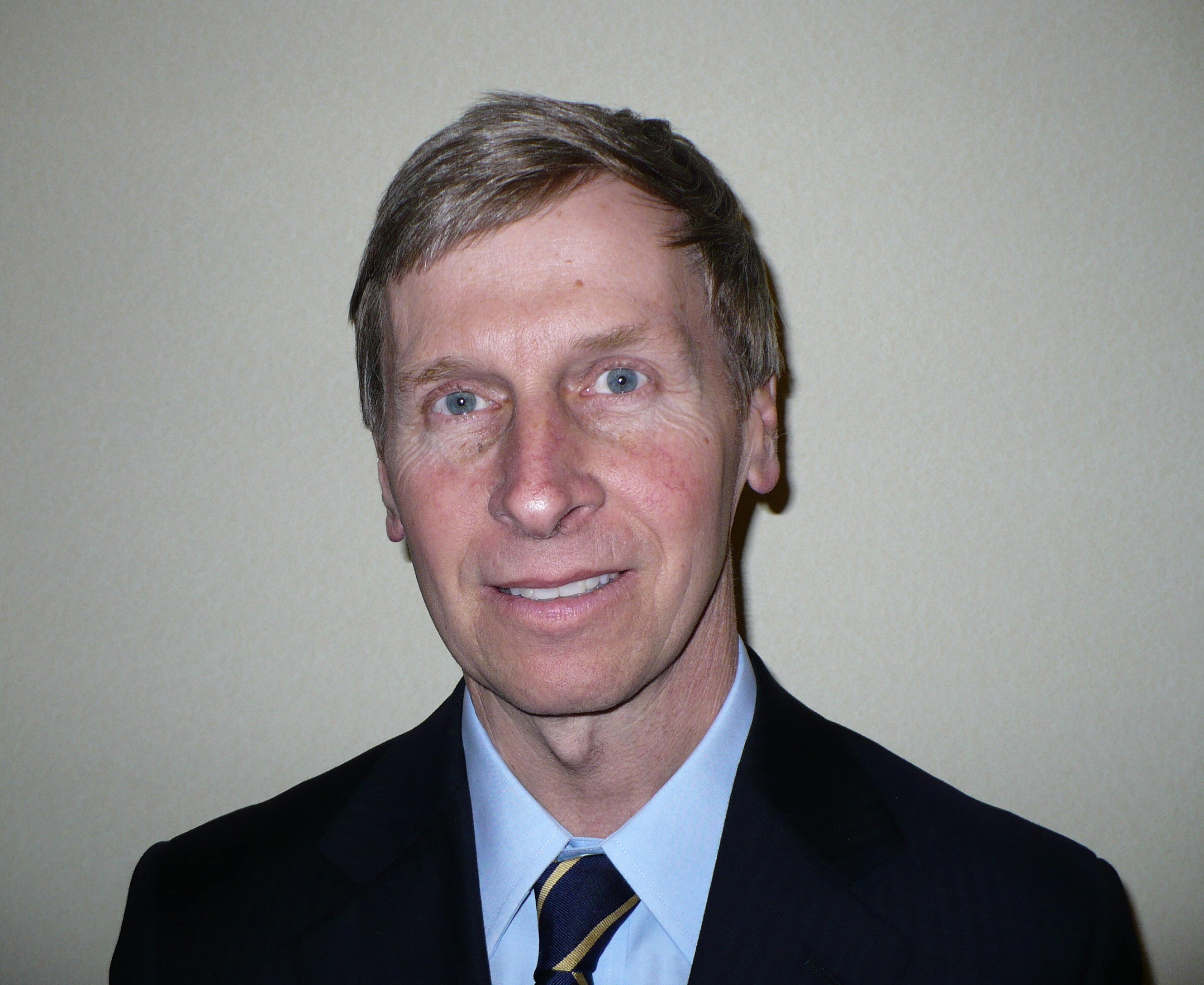
John Lynch gewann auch die vierte Wahl zum Gouverneur.

Die Gouverneurswahl in New Hampshire 2010 fand am 2. November 2010 statt, um den Gouverneur des US-Bundesstaates New Hampshire für die folgenden zwei Jahre zu bestimmen. Amtsinhaber John Lynch (Demokratische Partei) bewarb sich erfolgreich um eine vierte Amtszeit.

## Vorwahlen
Wie bei vielen Wahlen in den USA üblich bestimmten die Wähler zunächst im Rahmen einer Vorwahl (Primary) jenen Kandidaten, der bei der eigentlichen Wahl als einziger für seine jeweilige Partei gegen die Kandidaten der anderen Parteien antrat.

### Demokratische Partei
Kandidaten bei der Vorwahl der Demokratischen Partei waren:
- John Lynch, amtierender Gouverneur
- Timothy Robertson, Abgeordneter im Repräsentantenhaus von New Hampshire
- Frank Sullivan

### Republikanische Partei
Kandidaten bei der Vorwahl der Republikanischen Partei waren:
- Jack Kimball, Unternehmer
- Frank Robert Emiro Sr., Abgeordneter im Repräsentantenhaus von New Hampshire
- John Stephen
- Karen Testerman, politische Aktivistin

## Wahlergebnisse

### Vorwahl der Demokraten
| Partei | Partei               | Kandidat          | Stimmen | %    |
| ------ | -------------------- | ----------------- | ------- | ---- |
|        | Demokratische Partei | John Lynch        | 49.832  | 87,5 |
|        | Demokratische Partei | Timothy Robertson | 3.771   | 6,6  |
|        | Demokratische Partei | Frank Sullivan    | 3.377   | 5,9  |

### Vorwahl der Republikaner
| Partei | Partei                 | Kandidat        | Stimmen | %    |
| ------ | ---------------------- | --------------- | ------- | ---- |
|        | Republikanische Partei | John Stephen    | 77.962  | 61,6 |
|        | Republikanische Partei | Jack Kimball    | 31.581  | 24,9 |
|        | Republikanische Partei | Karen Testerman | 12.708  | 10,0 |
|        | Republikanische Partei | Frank Emiro     | 4.394   | 3,5  |

### Gouverneurswahl
| Partei | Partei                 | Kandidat        | Stimmen | %                 |
| ------ | ---------------------- | --------------- | ------- | ----------------- |
|        | Demokratische Partei   | John Lynch      | 240.346 | 52,63 (−17,57 %p) |
|        | Republikanische Partei | John Stephen    | 205.616 | 45,03 (+17,43 %p) |
|        | Libertäre Partei       | John J. Babiarz | 10.089  | 2,21 (+0,02 %p)   |
|        | Sonstige               | Sonstige        | 537     | —                 |